# Urickij (przystanek kolejowy)
Urickij (ros. Урицкий) – przystanek kolejowy w miejscowości Urickij, w rejonie briańskim, w obwodzie briańskim, w Rosji. Położony jest na kolejowej obwodnicy Briańska i na linii do Wiaźmy.